# Корнелія Ґреслер
Корнелія Ґреслер (нім. Kornelia Gressler, 9 листопада 1970) — німецька плавчиня.
Чемпіонка світу з водних видів спорту 1986 року.
Чемпіонка Європи з водних видів спорту 1985 року.